# Межирівська волость
Межирівська волость — історична адміністративно-територіальна одиниця Літинського повіту Подільської губернії з центром у містечку Межирів.
У 1921 перейшла до складу новоутвореного Жмеринського повіту.

## Склад
Станом на 1885 рік складалася з 26 поселень, 22 сільських громад. Населення — 14179 осіб (7165 чоловічої статі та 7014 — жіночої), 1859 дворових господарства.
|                     | Площа, десятин | У тому числі орної, десятин |
| ------------------- | -------------- | --------------------------- |
| Сільських громад    | 12287          | 9935                        |
| Приватної власності | 19777          | 11183                       |
| Казенної власності  | —              | —                           |
| Іншої власності     | 789            | 507                         |
| Загалом             | 32853          | 21625                       |

Основні поселення волості:
- Межирів — колишнє власницьке містечко при річці Рів за 40 верст від повітового міста, 530 осіб, 83 дворових господарства, православна церква, костел, синагога, школа, 4 постоялих будинки, лавка, винокурний завод, базари по неділях. За версту — винокурний завод. За 7 верст — Северинівський бурякоцукровий завод. За 20 верст — слобода чиншева Пилипівська із 225 мешканцями та постоялим будинком.
- Біликівці — колишнє власницьке село, 416 осіб, 60 дворових господарств, православна церква, школа, постоялий будинок.
- Глинянка — колишнє державне село при річці Рів, 980 осіб, 161 дворове господарство, православна церква, школа, постоялий будинок, постоялий будинок.
- Голодки — колишнє власницьке село, 443 особи, 83 дворових господарства, православна церква.
- Іванівці — колишнє власницьке село, 812 осіб, 111 дворових господарств, православна церква, постоялий будинок, водяний млин.
- Коростівці — колишнє власницьке село, 397 осіб, 51 дворове господарство, православна церква, постоялий будинок, бурякоцукровий завод.
- Лопатинці — колишнє державне село, 563 особи, 83 дворових господарства, православна церква, школа, постоялий будинок.
- Маньківці — колишнє державне село при річці Рів, 1355 осіб, 187 дворових господарств, православна церква, костел, католицька каплиця, 2 постоялих будинки, лавка, кузня, водяний млин, пивоварний і винокурний заводи.
- Мальчівці — колишнє власницьке село, 930 осіб, 142 дворових господарства, православна церква, школа, постоялий будинок, водяний млин.
- Межирівська Слобода — колишнє власницьке село при річці Думич, 596 осіб, 93 дворових господарства, православна церква, школа, постоялий будинок, водяний млин.
- Рожепи — колишнє власницьке село при річці Думич, 372 особи, 51 дворове господарство, православна церква, постоялий будинок.
- Рів — колишнє державне село при річці Рів, 364 особи, 93 дворових господарства, православна церква, постоялий будинок, кузня, цегельний завод.
- Северинівка — колишнє державне село при річці Рів, 812 осіб, 125 дворових господарств, православна церква, школа, лікарня, постоялий будинок, водяний млин, цегельний і винокурний заводи.
- Сербинівці — колишнє власницьке село при річці Думич, 813 осіб, 109 дворових господарств, православна церква, школа, постоялий будинок.
- Степанки — колишнє власницьке село, 559 осіб, 127 дворових господарств, православна церква, школа, постоялий будинок.
- Стодульці — колишнє власницьке село, 610 осіб, 91 дворове господарство, православна церква, школа, постоялий будинок, водяний млин.
- Токарівка — колишнє державне село при річці Рів, 578 осіб, 88 дворових господарств, православна церква, постоялий будинок, водяний млин.
- Чернятин — колишнє державне село при річці Рів, 700 осіб, 120 дворових господарств, православна церква, постоялий будинок, лавка, 2 водяних млини.